# Sigurd Ribbing (statsråd)
Sigurd Ribbing, född 18 december 1879 i Björsäter, Östergötlands län, död  12 december 1934 i Stockholm, var en svensk jurist och ämbetsman. Han var son till Lennart Ribbing.

## Biografi
Ribbing studerade vid Uppsala universitet och blev juris kandidat 1908, länsnotarie i Västernorrlands län 1912, byråchef i Medicinalstyrelsen 1914, vice ordförande 1919 och ordförande 1920 i arbetsrådet. Från 1923 var han statssekreterare i Socialdepartementet och vice ordförande i Statens arbetslöshetskommission. Han var även verksam som förlikningsman i arbetskonflikter.
Ribbing togs flitigt i anspråk vid departements- och kommittéutredningar och han var svenska regeringens ombud vid internationella arbetskonferenserna i Genève 1921 och 1922. Han utnämndes till konsultativt statsråd 7 juni 1926 i C.G. Ekmans av frisinnade och liberaler sammansatta ministär. Han avgick tillsammans med övriga regeringen 1928 och utsågs till generaldirektör och chef för Riksförsäkringsanstalten 1930. Från 1932 var han också ordförande i Statens organisationsnämnd.
Ribbing var från 1908 gift med Helga Gustava Ulla Mathilda Kolthoff. Han är begraven på Norra begravningsplatsen utanför Stockholm.

## Utmärkelser
- Riddare av Nordstjärneorden, 1917
- Kommendör av andra klassen av Nordstjärneorden, 1922
- Kommendör av första klassen av Nordstjärneorden, 1926